# Bonné de Bod
Bonné de Bod (nascida em 11 de junho de 1981) é uma apresentadora de televisão sul-africana e produtora de documentários. Ela é mais conhecida por seu filme STROOP - Journey into the Rhino Horn War. Ela também é conhecida por reportagens de campo para a série de televisão sobre natureza 50/50 por sete temporadas. O reconhecimento por seu trabalho na televisão inclui uma indicação ao Jackson Wild Media Award de "Melhor Apresentador" em 2019 um prêmio SANParks Kudu  de "Melhor Jornalista" nos anos de 2015 e 2019 e dois Impact DOCS para "Melhor talento na câmera" e "Melhor talento de narração/locução" em 2021.  Ela ganhou mais de 30 prêmios como produtora de cinema.

## Infância e educação
De Bod nasceu em Kempton Park, África do Sul e foi criada em Northcliff, Joanesburgo. Ela possui bacharelado em Psicologia Industrial pela Universidade de Pretória.

## Carreira
Após a formatura, uma agência de modelos ofereceu a De Bod um contrato de modelo na Cidade do Cabo. Ela aceitou e foi para a Cidade do Cabo, onde foi modelo por três anos. Isto foi seguido por uma oferta de Londres, mas ela seguiu sua paixão pela vida selvagem e passou no teste para se tornar apresentadora do 50/50 da África do Sul, programa de televisão ambiental e de história natural, permanecendo lá por sete temporadas.

### STROOP - Journey into the Rhino Horn War
Em 2008, a caça furtiva de rinocerontes era um problema crescente na África do Sul. Em 2013, uma história envolvendo a caça ilegal de rinocerontes que De Bod fez com a diretora de cinema Susan Scott no Parque Nacional Kruger inspirou a dupla a criar o documentário STROOP - Journey into the Rhino Horn War. Filmado ao longo de quatro anos, STROOP mostrou a cadeia completa, desde caçadores ilegais africanos até consumidores asiáticos. Selecionado oficialmente em 40 festivais de cinema, o filme ganhou 30 prêmios. Anton Crone, do The Sunday Times, escreveu em um artigo de jornal que a capacidade de De Bod e Scott de se envolver com as pessoas, "sejam elas vulneráveis, perigosas ou corajosas, [deu] ao filme sua profundidade humana".

### Kingdoms of Fire, Ice and Fairy Tales
O segundo filme de De Bod, também com Scott, Kingdoms of Fire, Ice e Fairytales, estreou no Jackson Wild em 2020, ganhando diversos prêmios e também recebendo críticas positivas. Kingdoms foi filmado e editado durante a pandemia de COVID-19. A dupla criou Kingdoms of Fire, Ice e Fairytales na Califórnia durante o circuito de festivais de cinema.  De Bod foi elogiada por sua apresentação em Kingdoms pelo notável crítico de cinema Leon van Nierop,  e pela Getaway Magazine, que chama De Bod de "a protagonista, com uma voz autêntica e segura, cuja presença na tela reflete a beleza do ambiente ela está explorando".
Em 2015, De Bod também trabalhou no Rhino Blog, (conhecido como Rhino Planet fora da África), transmitido no People's Weather. Ela recebeu o prêmio SANParks Kudu de "Melhor Jornalista" em 2015 por seu trabalho em 50/50 e novamente em 2019 junto com Scott por STROOP. De Bod foi convidada pelo Programa das Nações Unidas para o Meio Ambiente (PNUMA) para moderar um painel de discussão sobre o comércio ilegal de vida selvagem no Congresso Florestal Mundial de 2015.

## Vida pessoal
De Bod mora em Bryanston, Gauteng e é membro da Documentary Filmmakers Association (DFA).

## Televisão, filmografia e prêmios
| Ano       | Título                                   | Papel                                  | Prêmios |
| --------- | ---------------------------------------- | -------------------------------------- | --- |
| 2010–2016 | 50/50                                    | Apresentadora, produtora, pesquisadora | - Prêmio SANParks Kudu para Melhor Jornalista - Prêmio SANParks Kudu para Melhor Programa - ATKV-Mediaveertjie                                  |
| 2018–2019 | STROOP - Journey into the Rhino Horn War | Apresentadora, produtora               | - Prêmio SANParks Kudu para Melhor Jornalista - 30 prêmios para produlção                                                                       |
| 2020      | Kingdoms of Fire, Ice and Fairy Tales    | Apresentadora, produtora               | - Impact DOCS – Prêmio de Excelência, Melhor Talento na Tela - Impact DOCS – Prêmio de Excelência, Melhor Narrador - Mais prêmios para produção |